# Martin McCann
Pour les articles homonymes, voir McCann.
Martin McCann est un acteur britannique né le 20 juillet 1983 à Belfast. Il a notamment joué dans Killing Bono en 2011.

## Biographie
Martin McCann est le fils de Martin John Paul et Anne McCann. Il a grandi avec son frère et sa sœur dans la tour d'habitation Divis Tower d'une hauteur de vingt étages, dans le quartier populaire de Falls Road, à Belfast. Il a ensuite rejoint la Rainbow Factory de la YouthAction Northern Ireland, une troupe de théâtre chrétienne pour enfants catholiques et protestants. Il a également passé certains étés aux États-Unis dans le cadre d'un programme d'échange. Sa mère lui a trouvé un rôle en consultant les journaux locaux. Martin McCann a alors rapidement réussi à convaincre la production pour interpréter le Renard (Artful Dodger) dans Oliver Twist. Il a également eu des rôles principaux dans les productions Bugsy Malone et The Crucible.
Populaire en Irlande du Nord grâce à divers sketchs (dont le prêtre branché qu'il interpréta) dans la série télévisée Dry Your Eyes diffusée sur BBC One Northern Ireland, Martin McCann a obtenu un rôle dans un court métrage de Simon Fitzmaurice intitulé The Sound of People. En 2007, il a enchainé avec son premier long métrage Closing the Ring réalisé par Richard Attenborough dans lequel il joue le rôle de Jimmy Riley. Pour ce film, Richard Attenborough a auditionné Martin McCann après l'avoir vu sur scène dans A Clockwork Orange, une adaptation du roman d'Anthony Burgess. Martin McCann a ensuite obtenu le rôle du garde Bowe dans My Boy Jack, un film sur Rudyard Kipling et son fils, qui a été tué lors de la Première Guerre mondiale.
Martin McCann joue le rôle du  sergent Romus Burgin dans la mini-série The Pacific, produite par Steven Spielberg et Tom Hanks, qui a été diffusée en mars 2010. The Pacific est une émanation d'une autre mini-série Band of brother qui traite également de la seconde guerre mondiale mais sur le théâtre européen. Dans une interview pour "Film Ireland", Martin McCann dit avoir été auditionné plusieurs fois à Londres et deux fois à Los Angeles. Il avait alors contacté l'assistant de Lord Attenborough pour envoyer des extraits de son travail à Steven Spielberg afin d'accroître ses chances d'obtenir le rôle.
Au début de l'année 2010, il tournait à Belfast dans la comédie Killing Bono. Ce film, sorti en avril 2011, relate la vie de Neil McCormick, un des camarades de classe de Bono, le chanteur et leader de U2. McCormick, interprété par Ben Barnes, essaye de se faire sa place dans le monde de la musique avec son propre groupe, Shook Up, mais qui ne rencontre que des échecs et des frustration magnifiés par l'ascension continue de U2 en parallèle. Dans cette comédie, Martin McCann joue le rôle de Bono, qui dans ce film est au second plan. 
En 2011, Martin McCann a joué un rôle principal dans le film indépendant Whole Lotta Sole de Terry George. Il travaille ensuite sur une série dramatique en douze épisodes relatant la construction du Titanic (qui avait été construit à Belfast, sa ville natale) et l'histoire du navire avant son voyage inaugural en 1912.
En février 2011, Martin McCann a remporté le prix irlandais de l'Académie du film et de la télévision (Irish Film and Television Academy Award) en tant qu'acteur principal dans un long métrage. Il a été récompensé pour son interprétation d'Occi Byrne dans Swansong produit par les "Zanzibar films".
En 2016, il a prêté sa voix à Bobby Sands dans des reconstitutions incluses dans le film documentaire Bobby Sands : 66 Days. Cette année là, il a également joué dans Survivalist (Le Survivaliste),. Ce film, dans lequel Martin McCann joue, justement, le rôle d'un survivaliste, a été nommé aux BAFTA et aux BIFA. Martin McCann a également joué dans le court métrage Boogaloo and Graham, nommé aux Oscars et gagnant d’un BAFTA. 
En 2017, dans le film Maze, relatant la fameuse évasion de la prison de Maze à côté de Belfast, qui avait eu lieu en 1983, Martin McCann joue Oscar, l'un des officiers de l'IRA emprisonnés.
En 2017, l'acteur Woody Harrelson auditionne Martin McCann pour son premier film en tant que réalisateur Lost In London. C'est le premier long métrage diffusé en direct dans les cinémas.
En 2018, il joue dans le thriller britannique Calibre, réalisé par Matt Palmer et mondialement diffusé sur Netflix. Il tient le rôle de Marcus, un homme d'affaires d'Édimbourg qui emmène son ami dans un voyage de chasse dans les Highlands d'Écosse. Le film a remporté le prix Michael Powell du meilleur film britannique au Festival international du film d'Édimbourg de 2018.
En 2020, il joue Bobby dans la saison 3 de la série Marcella diffusée sur Netflix.

## Autre
Martin McCann est le parrain de l'association YouthAction Northern Ireland, dont l'École des arts de la scène "Rainbow Factory" est l'un des plus importants projets d'arts pour la jeunesse avec 500 jeunes participant à divers ateliers et cours.

## Filmographie

### Cinéma
- 2007 : Closing the ring : Jimmy Reilly
- 2010 : The Pacific : Caporal Romus Valton Burin
- 2011 : Killing Bono de Nick Hamm : Paul Hewson (Bono)
- 2012 : Titanic : De sang et d'acier : Connor McCann
- 2014 : Le monde de Nathan : pere de Nathan :
- 2014 : '71 de Yann Demange : Paul Haggerty
- 2015 : The Survivalist : Stephen Fingleton
- 2017 : Les Évadés de Maze (Maze) de Stephen Burke : Oscar
- 2018 : Calibre de Matt Palmer : Marcus
- 2022 : The Way of the Wind de Terrence Malick
- 2023 : Sentinel de Tanel Toom : Baines